# Gröna Lund
Tivoli Gröna Lund is het op een na bestbezochte attractiepark van Zweden en is gelegen op het schiereiland Djurgården in de hoofdstad Stockholm. Het park werd geopend in 1883 en vierde in 2003 zijn 120e verjaardag met onder andere een nieuwe achtbaan.
Het is opgericht als trolley park en is nog steeds met de tram te bereiken.
Halverwege seizoen 2023 ontspoorde het voorste deel van de trein van Jetline. Hierbij vielen één dode en negen gewonden. Het park bleef daarop tien dagen dicht. Jetline zelf heropende niet meer en een jaar later, na de afronding van enkele onderzoeken naar het ongeval, werd besloten om de achtbaan te slopen.
Naast haar attracties is Tivoli Gröna Lund ook bekend om de vele concerten die er werden en worden gegeven. Zo trad Bob Marley er enkele keren op. In 2012, 2013 en 2014 werd er de voorselectie gehouden om de Zweedse inzending voor het Junior Eurovisiesongfestival te bepalen.

## Attracties
Gröna Lund beschikt over 28 attracties, waaronder zeven achtbanen:
- Insane - een achtbaan van het type Zac-Spin (de vierdimensionale achtbanen van Intamin).
- Kvasten - een hangende achtbaan, met heksen en tovenarij als thema.
- Monster - een omgekeerde achtbaan van Bolliger & Mabillard. Door het creatief om moeten gaan met de zeer beperkte ruimte is dit een van de duurste attracties van Europa.[4]
- Nyckelpigan - de oudste nog operationele achtbaan van Gröna Lund, gebouwd door het Duitse Zierer.
- Tuff-Tuff Tåget - een kinderachtbaan, gebouwd door Zamperla.
- Twister - de houten achtbaan van het park, gebouwd door de Gravity Group in 2011.
- Vilda Musen - een wildemuisachtbaan, die door het parcours van de Jetline loopt.

Daarnaast staat in het attractiepark onder ander de 90 meter hoge vrijevaltoren Ikaros, de 120 meter hoge starflyer Eclipse en een Shot and Drop-toren. Enkele lage attracties zijn een dark water ride en een spookhuis.